# Gråhuvad hök
Gråhuvad hök (Tachyspiza poliocephala) är en fågel i familjen hökar inom ordningen hökfåglar.

## Utseende och läte
Gråhuvad hök är en medelstor rovfågel med mörkgrå rygg, mörkt öga, ljusgrått huvud och vitaktig buk. Karakteristiskt är orange vaxhud och ben, En sällsynt mörkbukig form finns även. Lätet består av ett ljust "wi-ki-ki!" eller längre, ibland avgivet under spelflykt när fågeln reser sina vingar rakt upp över ryggen.

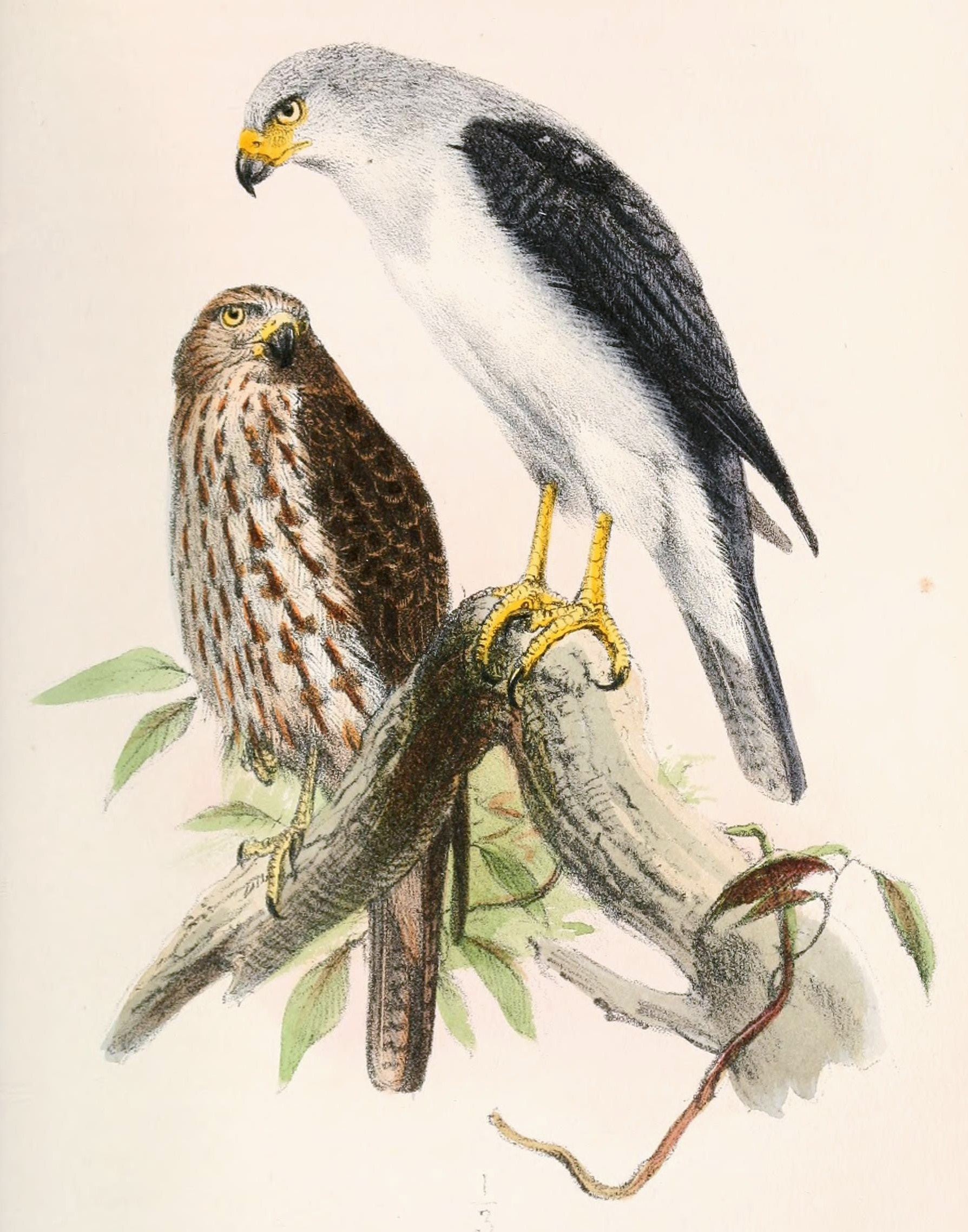

## Utbredning och systematik
Fågeln förekommer i Nya Guinea, på Aruöarna, D'Entrecasteaux-öarna och Louisiadeöarna. Den behandlas som monotypisk, det vill säga att den inte delas in i några underarter.

### Släktskap
Arten placerades tidigare i släktet Accipiter. Genetiska studier visar dock att släktet så som det traditionellt är konstituerat är parafyletiskt, där kärrhökarna i Circus är inbäddade, men också släktena Erythrotriorchis och Megatriorchis. För att kärrhökarna ska kunna behållas i ett eget släkte delas därför Accipiter delas upp i flera mindre släkten, däriblamd Tachyspiza.

## Levnadssätt
Gråhuvad hök lever ett anspråkslöst liv i skogsområden i lågland och lägre bergstrakter. Den sitter ofta på medelhög höjd och spanar efter reptiler och insekter nere på marken.

## Status och hot
Arten har ett stort utbredningsområde, men tros minska i antal, dock inte tillräckligt kraftigt för att den ska betraktas som hotad. Internationella naturvårdsunionen IUCN listar arten som livskraftig (LC).